# Blair Wilson
Blair Wilson, B.A. (né le 18 mai 1963 à North Vancouver, Colombie-Britannique) est un comptable et homme politique canadien ; il a été député à la Chambre des communes du Canada, représentant la circonscription britanno-colombienne de West Vancouver—Sunshine Coast—Sea to Sky Country.

## Biographie
Né en 1963 à North Vancouver, Blair est diplômé en science politique de l'Université de Victoria. Il a été d'abord membre du Parti libéral du Canada, il fut éjecté de ce parti à la suite d'accusations de malversation électorale. Devenu indépendant, il se rallie à la bannière du Parti vert du Canada, devenant ainsi le premier député de cette formation politique. Mais il ne siège jamais en tant que député vert ; l'élection fédérale canadienne de 2008 est déclenchée sans que la Chambre des communes ne se réunisse, et, se présentant comme candidat vert, il perd sa circonscription.